# Інгульська паланка
Інгульська паланка— адміністративно-територіальна одиниця Війська Запорозького низового часів Нової Січі (1734—1775).

## Історичні відомості
Центр паланки розташовувався в усті річок Інгул і Кам'янки на місці сучасного с. Інгуло-Кам'янка. Згадується в документах Коша ще 29 березня 1766 року. Відомі відтиски печатки Інгульської паланки на документах 1756 р. — овальні, жовтогарячого кольору, розміром 16×21 мм.
Полковники паланки: 1746 — Недіїд (Недонка) Панас, 1747—49 рр.;— Іванов Петро, 1750 — Великий Марко, 1753 — Топчій Василь, 1754 — Стягайло Дмитро, Чорний Степан, 1757 — Кирилів Павло, 1760 — Могила Дем'ян, 1766 — Кравець Тарас.
Відомі також: полковий писар — Малиновський Данило (1756), полкові осавули — Третяк Андрій (1751), Коропець Омелько (1756).
Ймовірно, паланка в 50—60 рр. 18 ст. мала два центри — основний в мс. Інгул і Перевізку. Після чергової московсько-турецької війни 1768—1774 рр. і встановлення нових кордонів, мс. Інгул втратило своє стратегічне значення і центр був остаточно перенесений в Перевізку, відповідно паланка перейменована в Перевізьку.
За іншою, більш сучасною версією — у вказані роки існувало дві паланки — Інгульська і Перевізька.
Після окупації московитами запорозьких земель, увійшла в новостворений Інгульський повіт (з 1783 — Криворізький) першої Новоросійської губернії.